# Edmond de la Poer, I conte de la Poer
Edmond de la Poer, I conte de la Poer (6 marzo 1841 – 30 agosto 1915) è stato un politico britannico.
Conosciuto come Edmond James Power fino al 1863, e come 18º barone le Power and Coroghmore.

## Biografia
De la Poer nacque come Edmond James Power da John William Power e Frances Power, figlia di John Power. Il 12 maggio 1851 succedette diventando Pari d'Irlanda come diciottesimo barone le Power and Coroghmore della contea di Waterford.
Nel 1863, commissionò la costruzione del Castello di Gurteen de la Poer, una casa in stile elisabettiano, sostituendo una precedente casa della tenuta. Il 19 agosto 1864 fu nominato 1º conte de la Poer negli Stati Pontifici.
Nel 1881 sposò Mary Olivia Augusta Monsell, figlia di Thomas William Gaston Monsell e Frances Vincent de la Poer, ed ebbero almeno sei figli: Edmond Alan Tremeur de Poher de la Poer-Monsell; John William Rivallon de Poher de la Poer (1882–1939); Elinor Mary Trifine de Poher de la Poer (1884–1973); William Stephen Arnold Trémeur de Poher de la Poer (1885–1936); Ermyngarde Berthe Frances de Poher de la Poer (1887–1967); e Mary Frances Yseult de Poher de la Poer (nata nel 1889).
De la Poer fu eletto deputato per il Partito Liberale nel collegio della Contea di Waterford in un'elezione suppletiva nel 1866 - causata dalle dimissioni di John Beresford, che divenuto 5º Marchese di Waterford alla morte del padre, ne prese il posto alla Camera dei lord. De la Poer mantenne il seggio fino al 1873 quando si dimise. 
Fu anche giudice di pace per la contea di Waterford, Alto Sceriffo della Contea di Waterford nel 1879, Ciambellano di Papa Pio IX e Lord Luogotenente di Waterford e della Città di Waterford nel 1909. Fu anche Cavaliere di Malta.